# Diecezja Talibon
Diecezja Talibon – diecezja rzymskokatolicka na Filipinach. Powstała w 1986 z terenu archidiecezji Tagbilaran.

## Lista biskupów
- Christian Vicente Noel (1986–2014)
- Daniel Patrick Parcon, od 2014